# Dalovice (ort i Tjeckien, Karlovy Vary)
Dalovice är en ort i Tjeckien.   Den ligger i regionen Karlovy Vary, i den västra delen av landet, 110 km väster om huvudstaden Prag. Dalovice ligger 383 meter över havet och antalet invånare är 1 880.
Terrängen runt Dalovice är kuperad söderut, men norrut är den platt. Dalovice ligger nere i en dal. Runt Dalovice är det glesbefolkat, med 20 invånare per kvadratkilometer. Närmaste större samhälle är Karlovy Vary, 2,4 km sydväst om Dalovice. I omgivningarna runt Dalovice växer i huvudsak blandskog.